# Crying Freeman
Crying Freeman es una película de acción canadiense de 1995, dirigida por Christophe Gans, basada en "Retrato de un asesino", parte de un manga del mismo nombre por Kazuo Koike y Ryoichi Ikegami. La película fue rodada en la Columbia Británica en octubre de 1994.
A pesar de ser fuertemente promovida por Viz Media la película nunca fue liberada en los Estados Unidos.
En España la película fue estrenada en 1996: también ha sido doblada al catalán, mientras que el manga fue publicado en 2005 por Planeta DeAgostini.

## Argumento
Una joven que trabaja en San Francisco, California, Emu O'Hara, presencia el asesinato de un miembro de la Yakuza y se siente atraída por el asesino al cruzarse sus miradas. 
Días más tarde, después de que Emu regresa a su casa en Vancouver, Columbia, Canadá, el asesinato ha desatado una guerra entre la banda Hakushin y los "Hijos de los Dragones" - una Tríada china que ordenó el asesinato. Los Hijos de los Dragones son descendientes de 108 monjes budistas que se rebelaron contra el imperio Manchú. 
El líder de los Hakushin, el señor Shimazaki, supone que el próximo objetivo del asesino es Emu, la única testigo. Poco después Shimazaki y sus guardaespaldas son masacrados por Freeman, el asesino enmascarado, y su ayudante Koh.
Más tarde, Emu es interrogada por los policías Netah y Forge sobre la identidad de Freeman, como no dice nada coherente es liberada y escoltada hasta su mansión. Dentro de la mansión, Emu descubre con una mezcla de horror y excitación que Freeman está en su habitación: al principio cree que va a matarla, pero sucede que él también se enamoró de ella con solo mirarla a los ojos, así que hacen el amor.
Más tarde Freeman se enfrenta a su organización para ser libre y vivir una vida con Emu

## Reparto
- Mark Dacascos como Yo Hinomura/Freeman, un asesino qué derrama lágrimas por cada objetivo que mata.
- Julie Condra como Emu O'Hara, una mujer joven y rica que se convierte en su amante.
- Tchéky Karyo como el detective Netah, un agente de la Interpol.
- Byron Mann como Koh, el socio de Freeman.
- Masaya Kato como Ryuji "La Hoja" Hanada, nuevo líder yakuza del Hakushin.
- Yoko Shimada como Kimie Hanada, su mujer, que se acuesta con Netah.
- Rae Dawn Chong como la detective Forge.
- Mako como Shido Shimazaki, dirigente del Hakushin Sociedad hasta su muerte a manos de Freeman.

## Diferencias con el manga
La película muestra muchas diferencias con el manga, sobre todo en el personaje de Emu: en el manga es japonesa y su nombre es "Emu Hino", pero en la película es blanca y su nombre es "Emu O'Hara" (en lo que probablemente es una referencia a Scarlett O'Hara). Mientras que la historia original tiene lugar solo en Japón, la película se ambienta en Canadá, San Francisco y Japón.

## Recepción
La película ha obtenido críticas mixtas. Leonard Klady de Variety escribió una favorable, citándola como «una de las pocas adaptaciones recientes de cómics con potencial». Kung-Fu Cine de culto le dio una puntuación de 3,5 sobre 5, valorando sus escenas de acción." Más allá de Hollywood, en cambio, comentó que «la historia es realmente estúpida».